# 布瓦亚瓦尔
布瓦亚瓦尔（法語：Boyaval）是法国北部-加来海峡大区加来海峡省的一个市镇，属于阿拉斯区厄尚县。该市镇2009年时的人口为133人。

## 人口
布瓦亚瓦尔人口变化图示
| 数据来源：INSEE |